# Grover Klemmer
Grover Klemmer (* 16. März 1921 in San Francisco, Kalifornien; † 23. August 2015) war ein US-amerikanischer Sprinter und Schiedsrichter im American Football, der von der Saison 1963 bis zur Saison 1981 in der NFL tätig war. Er trug die Uniform mit der Nummer 8, außer in den Spielzeiten 1979 bis 1981, in denen positionsbezogene Nummern vergeben wurden.

## Karriere als Sprinter
Am 29. Juni 1941 stellte er mit 46,0 Sekunden einen neuen Weltrekord im 400-Meter-Lauf auf. 

## Karriere als Schiedsrichter
Klemmer begann im Jahr 1963 seine NFL-Laufbahn als Head Linesman. Zur Saison 1967 wechselte er auf die Position des Back Judges. Nach der Fusion der AFL und NFL im Jahr 1970 bekleidete er ebenfalls die Position des Back Judge in der neuen NFL. Als zur Saison 1978 die Position des Side Judge geschaffen wurde, wechselte er auf diese.
Er war Back Judge im Pro Bowl 1975 in der Crew unter der Leitung von Hauptschiedsrichter Dick Jorgensen.
Nachdem er zum Ende der Saison 1981 seine Feldkarriere beendet hatte, war er in den späten 80er und frühen 90er Jahren als Replay Official tätig.